# Zitadelle Magdeburg

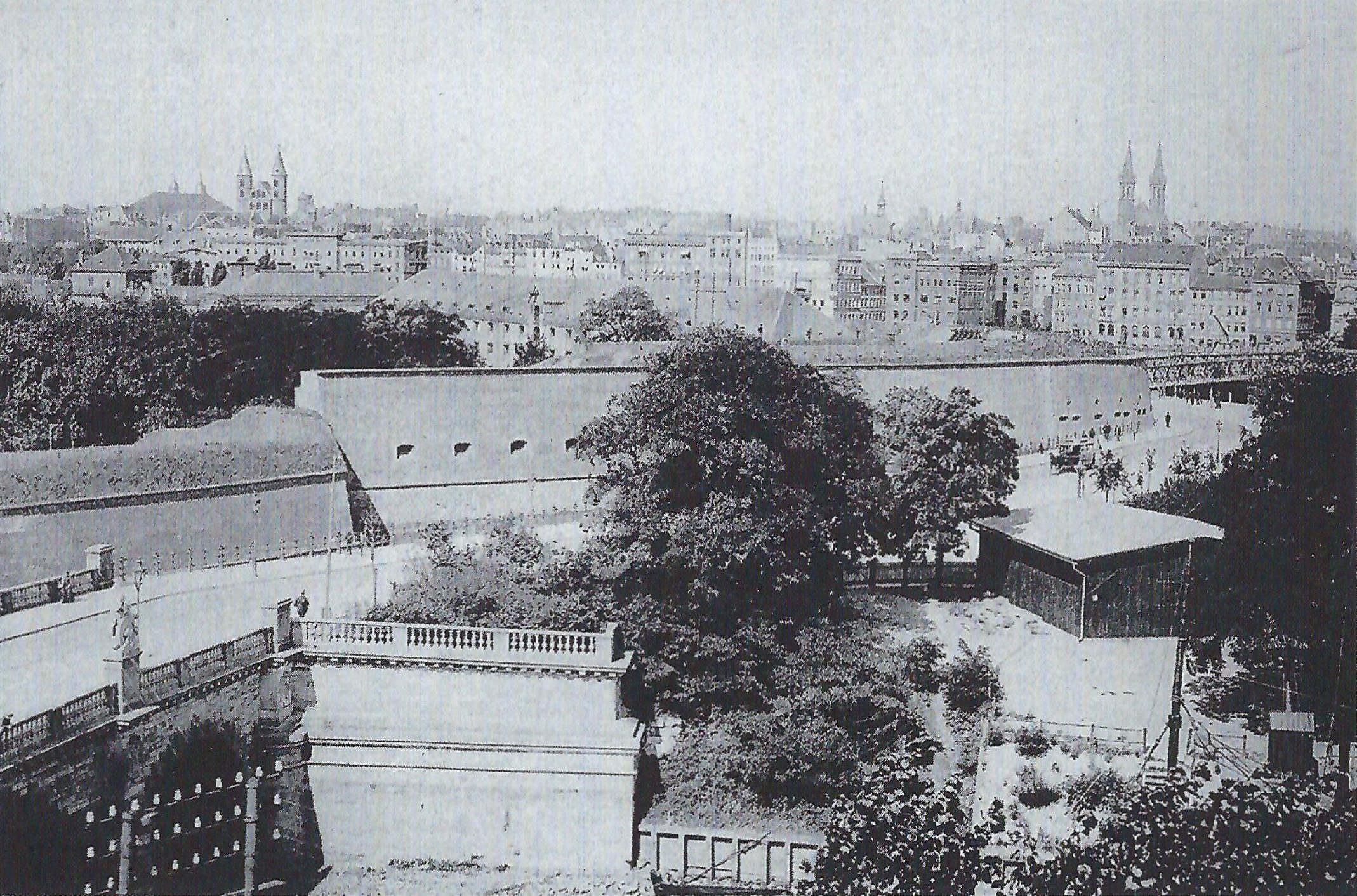
Zitadelle, Blick aus nordöstlicher Richtung, Anfang der 1890er Jahre

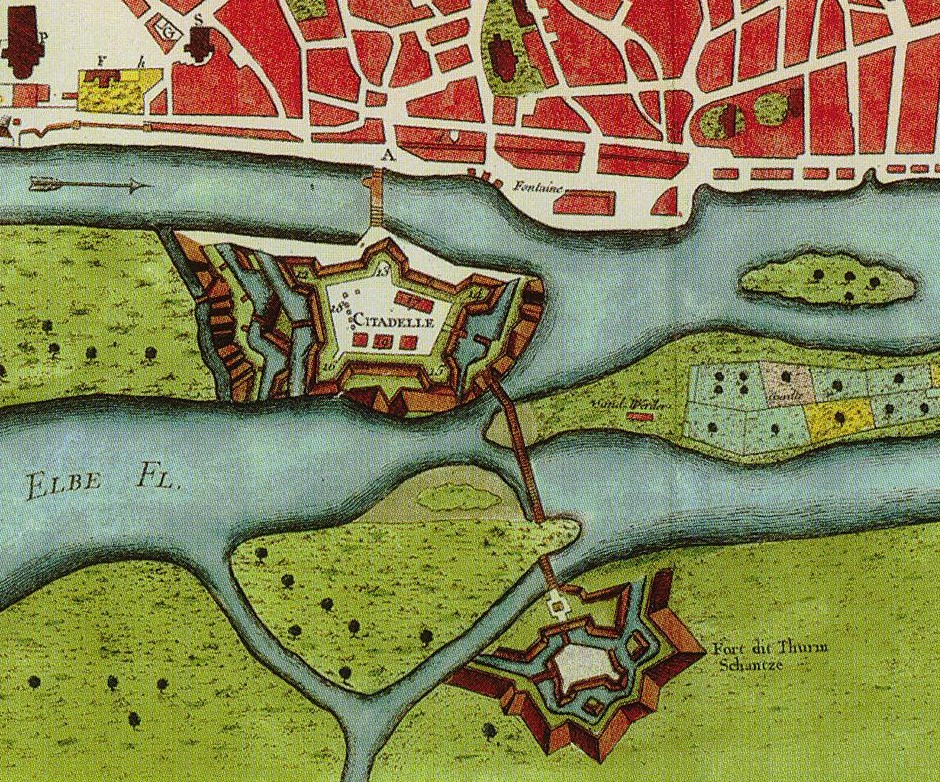
Befestigung des Elbübergangs Magdeburg, 1757; unten (Osten) die Turmschanze, in der Mitte die Zitadelle, oben (Westen) die Stadt

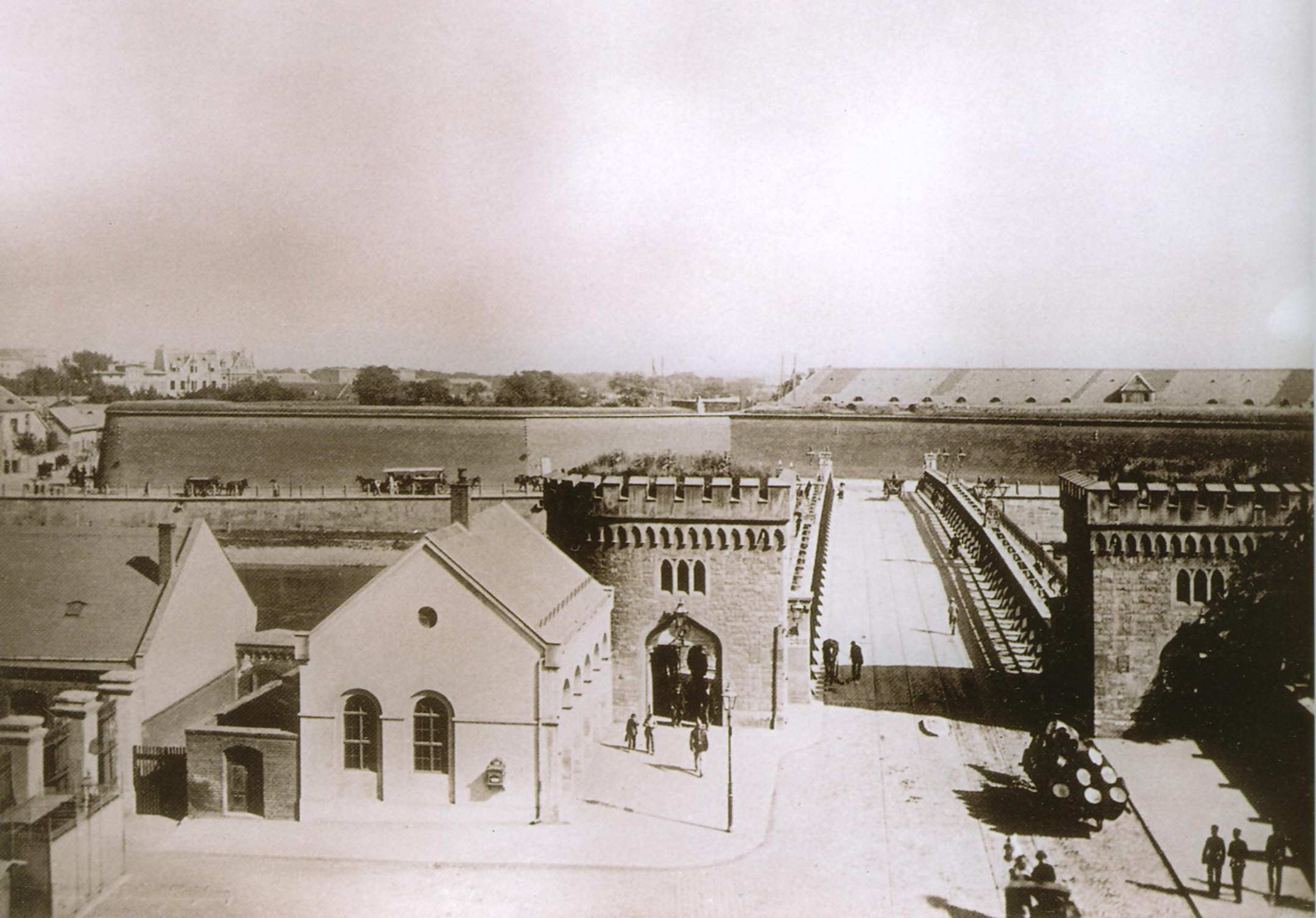
Blick vom Johannisberg über das Neue Brücktor zur Zitadelle, um 1880

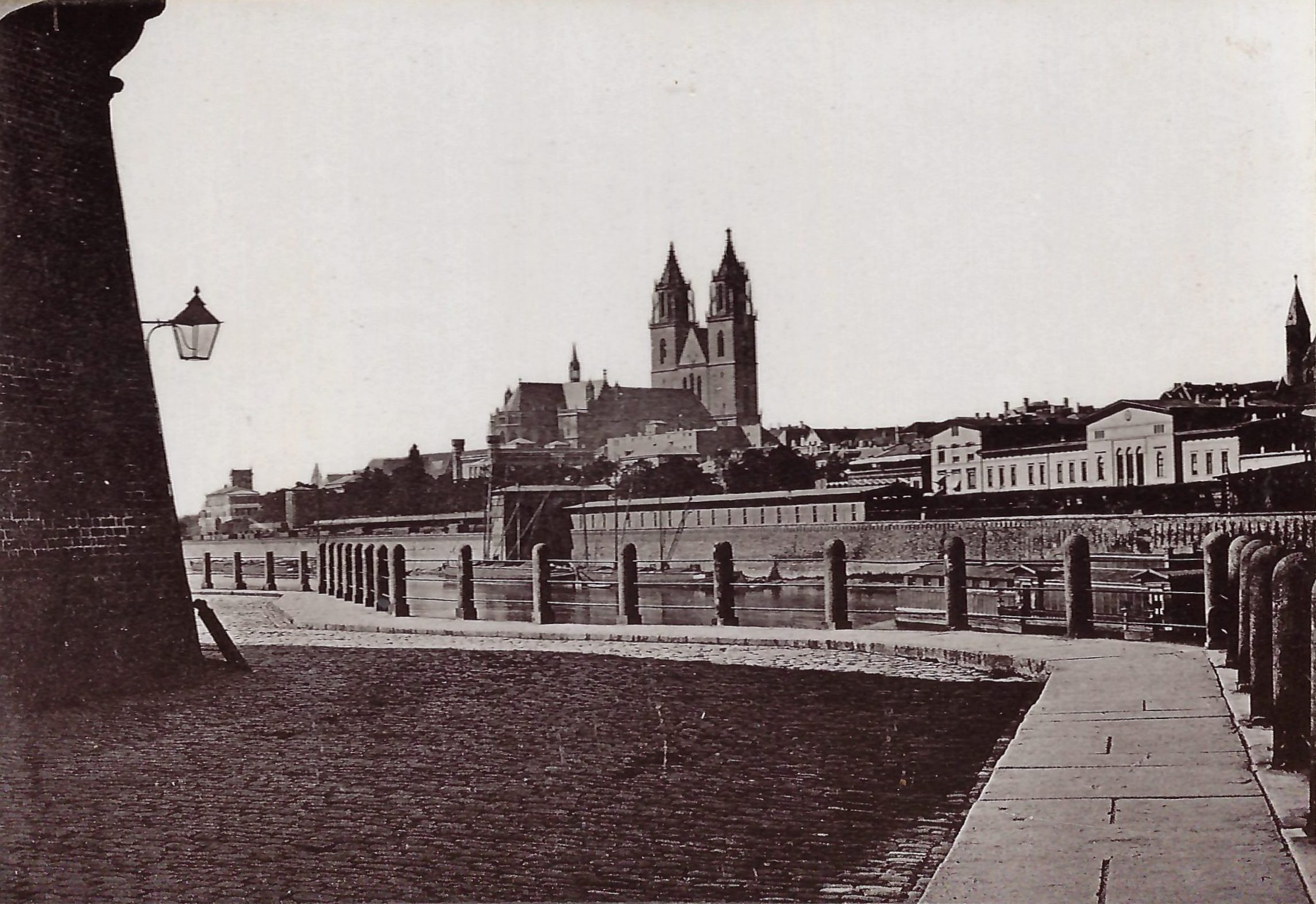
Blick von der Zitadelle über die Elbe, vor 1890

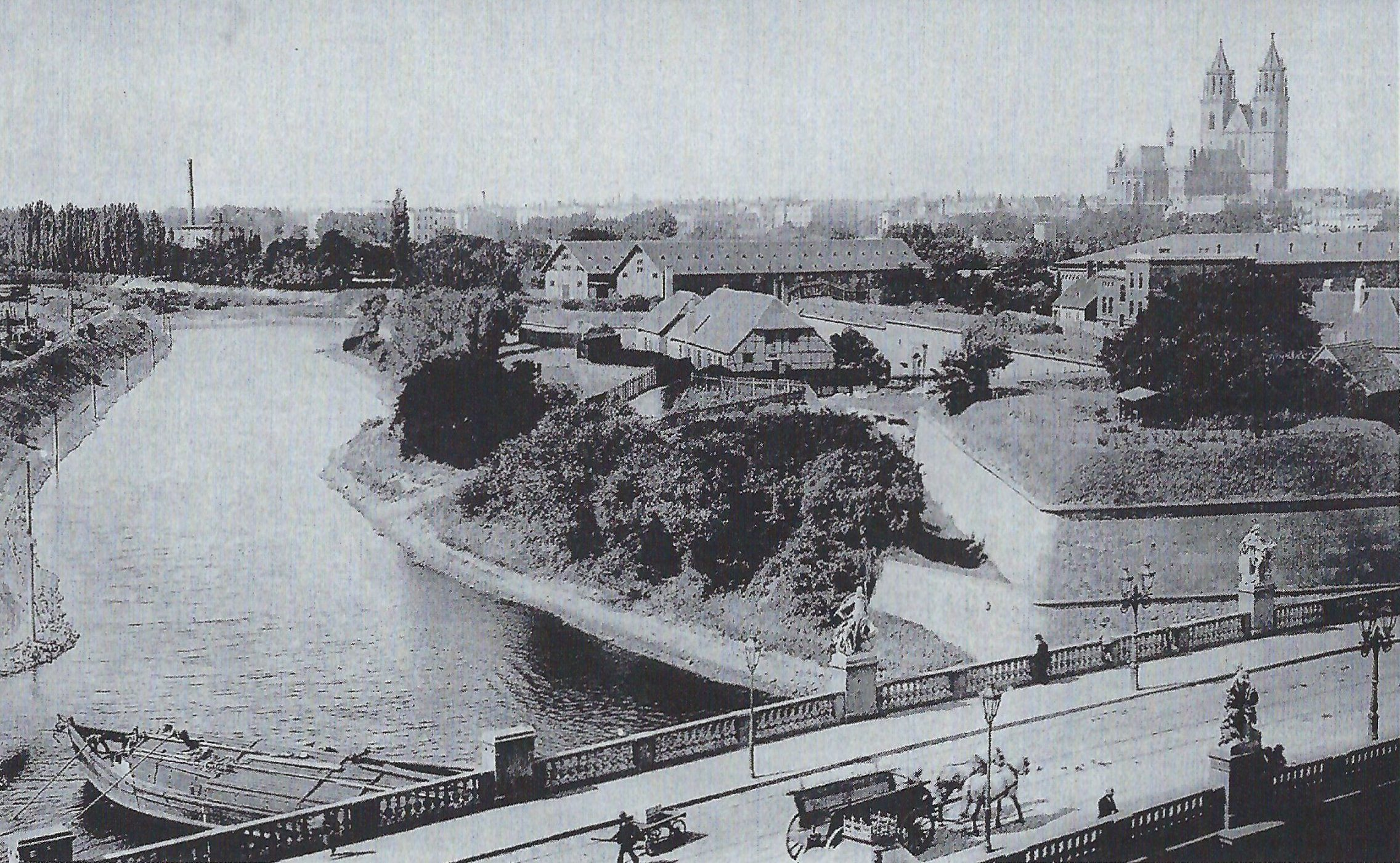
Ostseite der Zitadelle, Anfang der 1890er Jahre

Die Zitadelle Magdeburg war ein zentraler Bestandteil der Festung Magdeburg. Die Zitadelle befand sich auf einer Insel in der Elbe, dem heutigen Stadtteil Werder.

## Geschichte

### Baugeschichte
Nach den schweren Zerstörungen im Dreißigjährigen Krieg verlor Magdeburg in der zweiten Hälfte des 17. Jahrhunderts seine Selbständigkeit. 1666 erfolgte die Stationierung einer brandenburgischen Garnison in der Stadt. Der sich in Kleve aufhaltende brandenburgische Kurfürst befahl daraufhin am 12. Juni 1666, die beschädigten Festungswerke der Stadt wieder instand zu setzen. Zugleich wurde die Frage nach dem möglichen Standort einer Zitadelle aufgeworfen. Bereits am 23. Juni 1666 befahl der Kurfürst, die Zitadelle auf der Elbseite der Stadt zu errichten. Hintergrund hierzu war, dass die dortigen Festungsanlagen entlang des Elbufers nur verhältnismäßig schwach ausgebaut waren. Die Vernichtung der Stadt im Jahre 1631 war durch einen Angriff auf dieser Seite erfolgt.
Unabhängig hiervon dürfte auch die brandenburgische Strategie für einen Bau an dieser Stelle gesprochen haben. Aus brandenburgischer Sicht war insbesondere die Sicherung des Elbübergangs erforderlich. Magdeburg war die einzige Elbquerung zwischen Hamburg und Wittenberg. Aus Westen kommende Truppen sollten an einer Querung der Elbe in brandenburgisches Kernland hinein gehindert werden. Die Stadt Magdeburg war für diesen Zweck notfalls verzichtbar. Mit der Zitadelle direkt an der Elbquerung waren die brandenburgischen Truppen mit auch nur geringer Personalstärke in der Lage, den Elbübergang zu halten.
Der tatsächliche Baubeginn der Zitadelle zog sich jedoch hin. Erst am 18. Juli 1679 teilte Generalleutnant de Maestre mit, dass er „einen Riß verfertigt“ habe. Am 4. Februar 1680 ließ Obrist und Kommandant Schmied von Schmiedseck auf dem zukünftigen Baugelände Pfähle ausstecken. Mit der Errichtung des Mauerwerks wurde 1683 begonnen, die Fertigstellung erfolgte 1702. Der Bezug der Kasematten erfolgte erst einige Jahre später, da das Mauerwerk trocknen musste. Die Bauleitung hatte Ingenieurhauptmann Heinrich Schmutze inne, der auch das Magdeburger Rathaus und die Tore der Zitadelle entworfen hat.

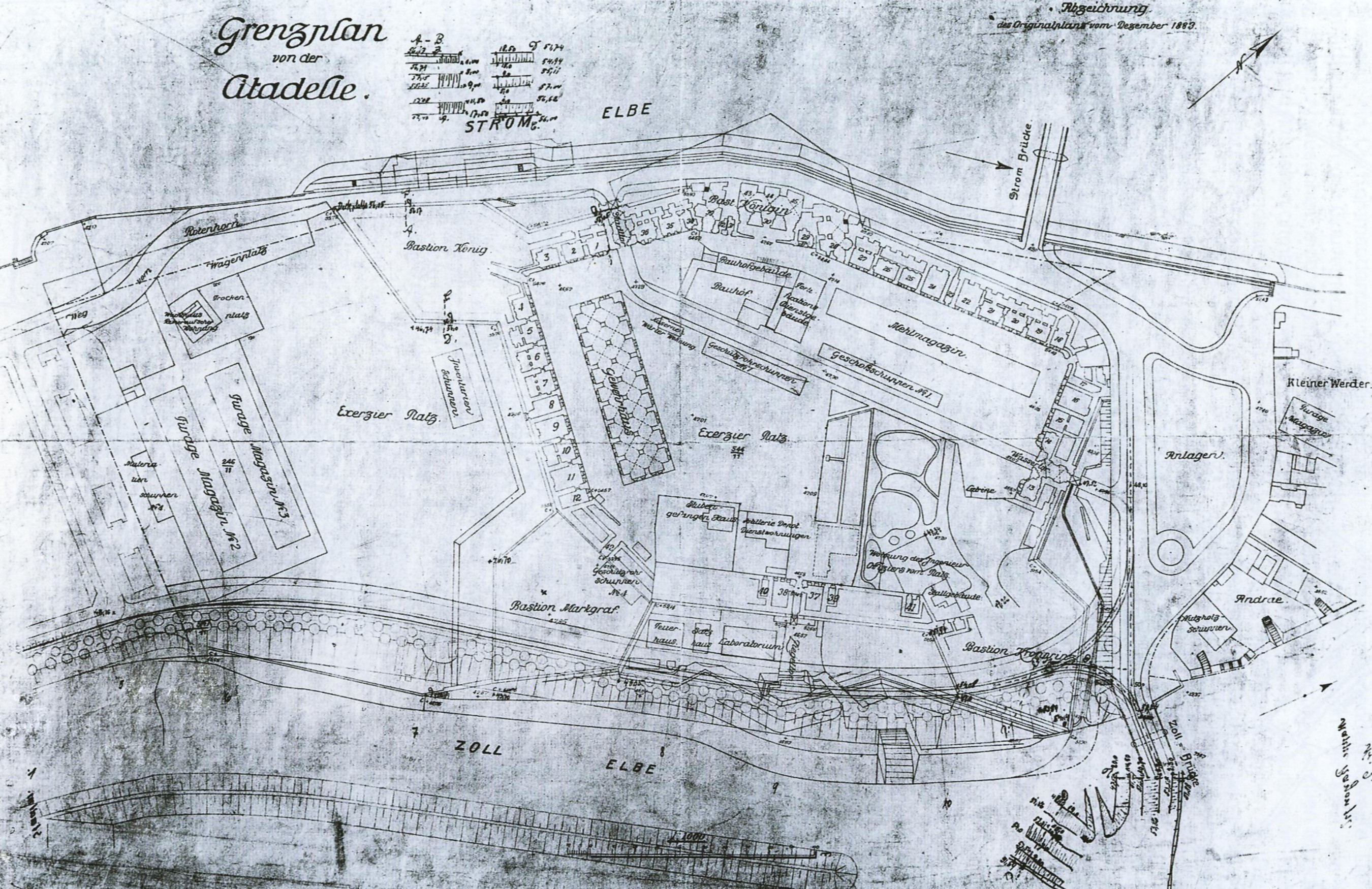
Lageplan der Zitadelle aus dem Jahr 1883, Oben (Westen) die Elbe, Unten (Osten) die Zollelbe

Nach Westen zur Stadt hin hatte die Zitadelle acht Meter hohe Mauern. Nach Osten zur Turmschanze hatten die Mauern eine Höhe von fünf Metern. Sinn dieser geringeren Höhe war die damit gegebene Möglichkeit, dass die östliche Turmschanze im Falle einer feindlichen Erstürmung der Zitadelle das Innere der Zitadelle von östlicher brandenburgischer Seite unter Feuer nehmen konnte. Die Zitadelle verfügte über große gewölbte Kasematten, die durch Erdaufschüttungen vor feindlicher Artillerie geschützt waren.

### Wasserbaumaßnahmen
Obwohl die Zitadelle auf einer Insel in der Elbe lag, machten sich erhebliche Wasserbaumaßnahmen erforderlich, um ständig tiefes Wasser im Umfeld der Zitadelle sicherzustellen. 1736 wurde daher östlich der Zitadelle ein Wehr angelegt, welches Wasser aus der damaligen Großen- und Mittelelbe zwischen der Zitadelle und dem Holzstreckenwerder hindurch in die Stromelbe leitete. Nur bei Hochwasser wurde noch Wasser in die Alte Elbe zwischen Holzstreckenwerder und Friedrichstadt geleitet. Ein Überfallwehr entstand an der stromaufwärts gelegenen Rothehornspitze. Die damals die Hauptwassermassen führende Mittelelbe wurde so abgesperrt und das Wasser ebenfalls in die bis dahin seichte Stromelbe gelenkt. 1739 entstand oberhalb der Zitadelle noch eine Buhne in der Mittelelbe. Infolge dieser Maßnahmen versandete die Mittelelbe, die heute nur noch als Geländeabsenkung auf der so in der heutigen Form entstandenen Rotehorninsel zu erkennen ist. Später entstand südlich der Zitadelle noch ein Schleusenkanal zwischen Stromelbe und Zollelbe. Die heute an dieser Stelle befindliche Straße trägt daher den Namen Schleusenstraße.

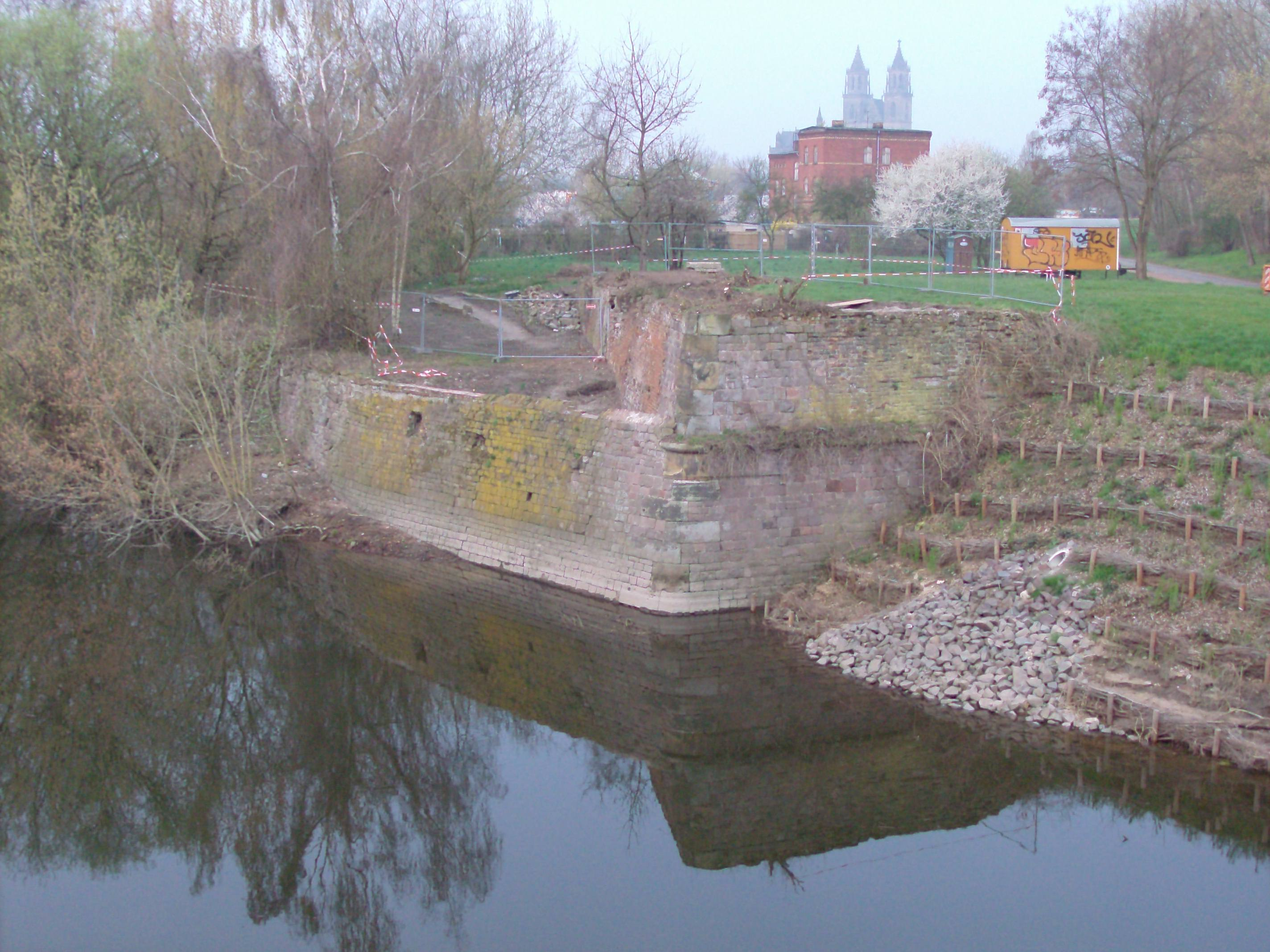
Reste der Bastion Kronprinz der Zitadelle; im Hintergrund ehemaliges Offizierswohnhaus

### Kriegerische Auseinandersetzungen
Die Magdeburger Zitadelle wurde, wie die gesamte Festung Magdeburg, nie aktiv in eine kriegerische Auseinandersetzung verwickelt. Zwar lag sie an strategisch wichtiger Stelle, die Größe der Gesamtanlage hätte jedoch für eine Erstürmung einen dermaßen großen Aufwand feindlicher Truppen und enorme Verluste bedeutet, dass ein Angriff unterblieb. Indirekt hatte sie daher eine Wirkung auf kriegerische Auseinandersetzungen.
Einzige Ausnahme blieb das Erscheinen napoleonischer Truppen vor Magdeburg im Jahr 1806. In der Festung befanden sich 23.000 Mann preußischer Truppen und 800 Offiziere. Vor der Festung waren lediglich 7000 französische Soldaten erschienen. Trotzdem übergab der Kommandant der Festung, von Kleist, die Festung kampflos. Preußen hatte zuvor bei Jena und Auerstedt schwere militärische Niederlagen erlitten.
Im Jahre 1814 fand auch der Abzug der Franzosen kampflos statt. Aufgrund der zu erwartenden schweren Verluste hatten Preußen und seine Verbündeten davon abgesehen, die Festung anzugreifen. Die französische Festungsbesatzung ergab sich erst, als Paris bereits gefallen war, und konnte noch einen freien Abzug nach Frankreich aushandeln.

### Die Zitadelle als Gefängnis

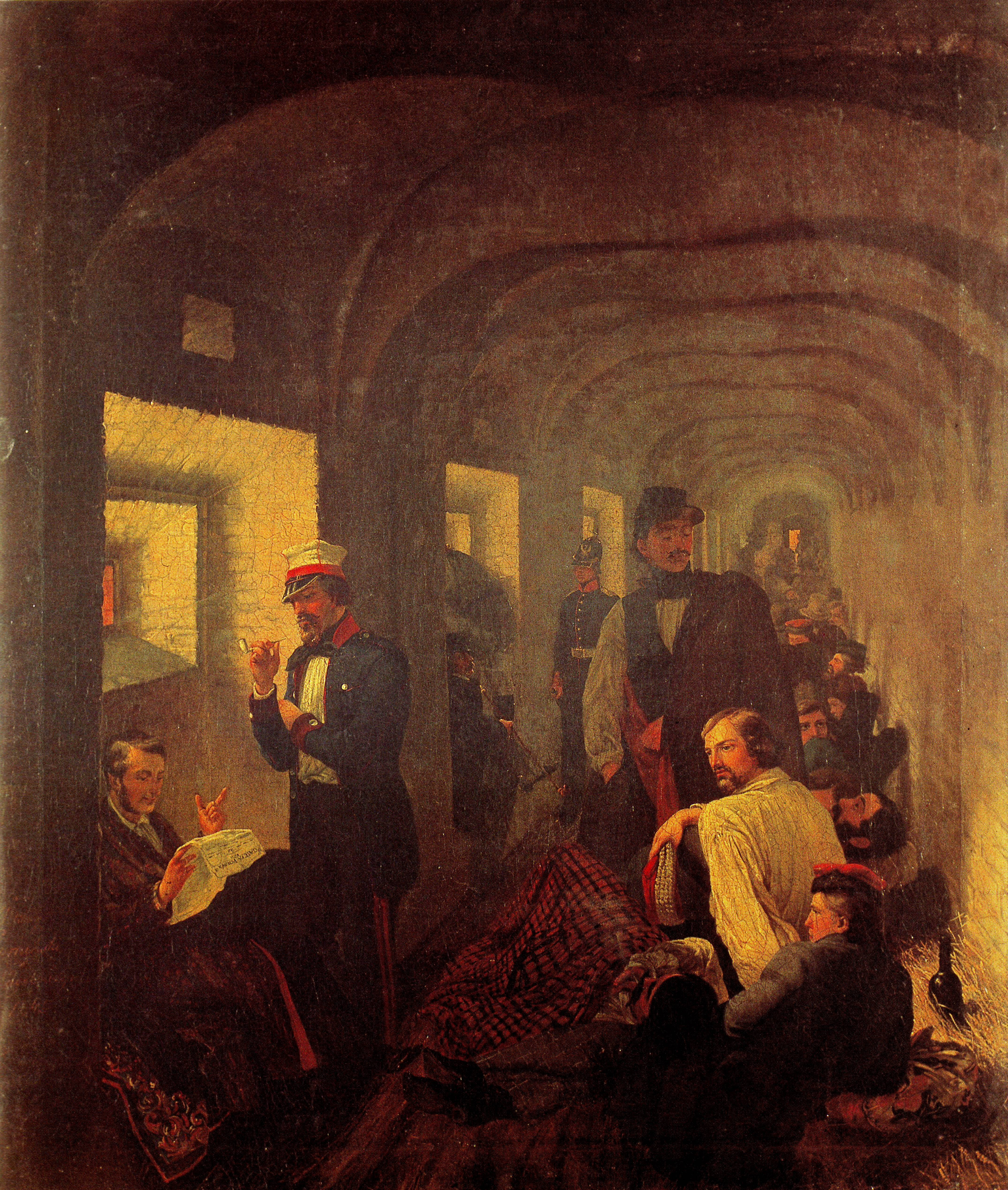
Vom Gefangenen Polikarp Gumiński 1849 angefertigtes Bild von gefangenen polnischen Offizieren in der Zitadelle

Die Zitadelle Magdeburg entwickelte sich zu einem wichtigen und gefürchteten Gefängnis in Preußen. So wurden Straftäter zu schweren Erd- und Steinbrucharbeiten in der Festung herangezogen. Die extrem harten Arbeitsbedingungen, die mangelhafte Ernährung und die schlechten hygienischen Zustände führten zu einer sehr hohen Sterblichkeitsrate unter den Gefangenen. Gefangene wurden vor Arbeitskarren gespannt und lebten auf engem Raum in dunklen Kasematten auf selten gewechseltem Stroh. Auch der Vollzug der von Gerichten verhängten Strafen wie Auspeitschungen, die Setzung von Brandzeichen, Erschießungen, Strangulationen und Vierteilungen fanden in der Zitadelle statt.
In der Zitadelle verbüßten jedoch auch höher gestellte Personen Haftstrafen, wobei zum Teil erheblich günstigere Haftbedingungen bestanden und zum Teil Diener mitgebracht werden konnten.

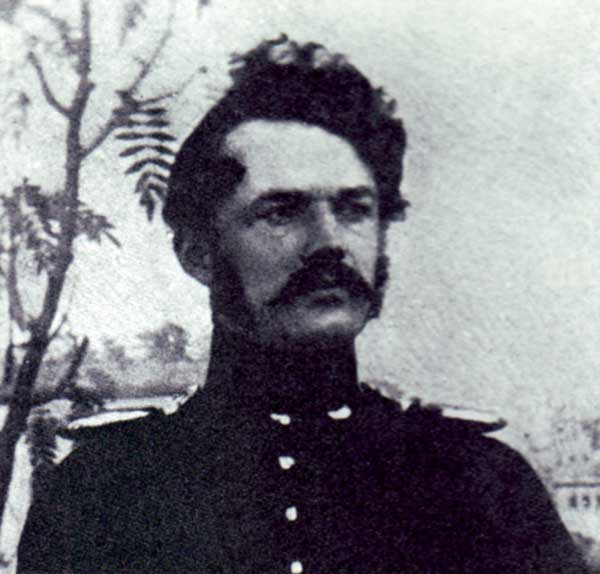
Werner Siemens als Seconde-Lieutenant der preußischen Artillerie 1842

Bekannter Insasse war Werner Siemens. Siemens war 1842 wegen der verbotenen Beteiligung als Sekundant an einem Duell Gefangener auf der Zitadelle. Ihm gelang während der Haft die galvanische Vergoldung und Versilberung von Metallen. Als er bereits nach einem Monat begnadigt wurde, erbat er eine Haftverlängerung, um seine Studien fortsetzen zu können.
Friedrich von der Trenck wurde 1754 auf der Zitadelle inhaftiert. Trenck versuchte einen unterirdischen Stollen zu graben, um so zu fliehen. Er wurde daraufhin in das ebenfalls zur Festung Magdeburg gehörende Fort Berge verlegt.
Im Jahre 1788 erwirkte der Magdeburger Domherr Graf Friedrich Wilhelm von Wartensleben bei Friedrich Wilhelm II. für seinen Sohn Hermann lebenslange Verwahrung in der Zitadelle. Der Sohn hatte gegen den Willen seines Vaters 1786 die aus Halle (Saale) stammende Handwerkstochter Johanna Rosina Hartung geheiratet und mit ihr auch bereits zwei Kinder. Nach 20 Monaten gelangte der junge Familienvater aufgrund einer mütterlichen Erbschaft, gegen den Widerstand des Vaters, in Freiheit.
Weitere bekannte Häftlinge waren der Revolutionär Gustav Adolph Schlöffel (1848 für sechs Monate), von 1823 bis 1829 der Demokrat Dietrich Wilhelm Landfermann, der Dichter Fritz Reuter, der Priester Eduard Michelis, der polnische Marshall Józef Piłsudski, Gerhard Cornelius Walrave, einer der Erbauer der Festung Magdeburg, der Maler Polikarp Gumiński, der Revolutionär Gustav Rawald und der Offizier Armand von Ardenne.
Häufig diente die Zitadelle auch als Kriegsgefangenenlager. So wurden 286 Schweden, die 1715 bei Stralsund in preußische Hände gefallen waren, hier interniert. Während des Siebenjährigen Kriegs waren Österreicher, Franzosen und Russen auf der Zitadelle gefangen.
Der spätere Unternehmer und Erfinder Hermann Gruson wurde am 13. März 1821 als Sohn des Premierleutnants Louis Abraham Gruson in der Magdeburger Zitadelle geboren.

### Aufhebung der Festung

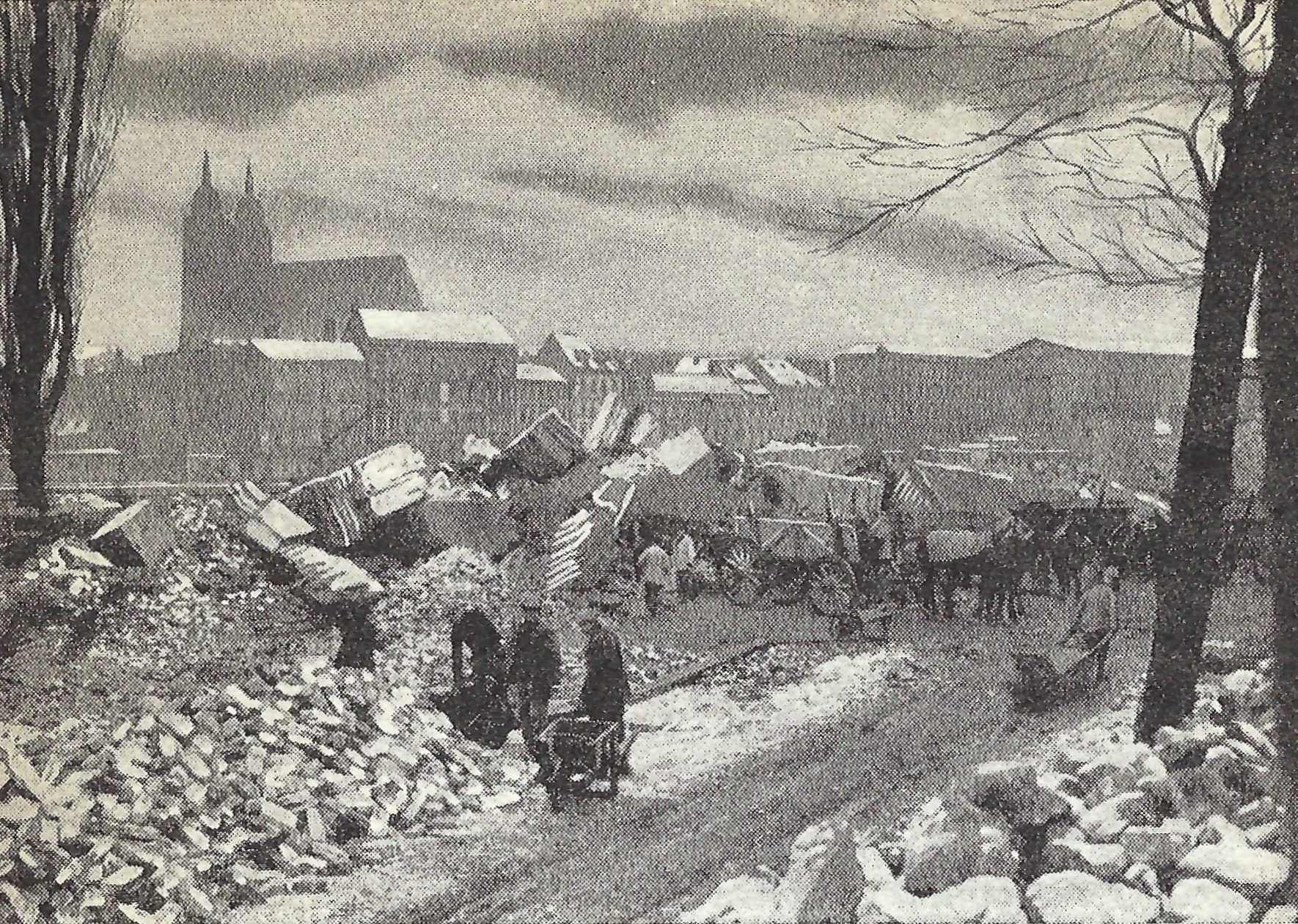
Abrissarbeiten in den 1920er Jahren

Mit der sich verändernden Waffentechnik verloren die Festung Magdeburg und auch die Zitadelle spätestens Ende des 19. Jahrhunderts ihre militärische Bedeutung. Es erfolgte 1912 die endgültige Aufhebung der Festung. Nachdem sich die Stadt Magdeburg länger um den Erwerb der Grundstücke bemüht hatte, riss sie nach erfolgter Übertragung dann von 1922 bis 1927 die Zitadelle weitgehend nieder. Der Schutt wurde zur Auffüllung der in Cracau gerade neu zu errichtenden Straßenzüge verwandt.

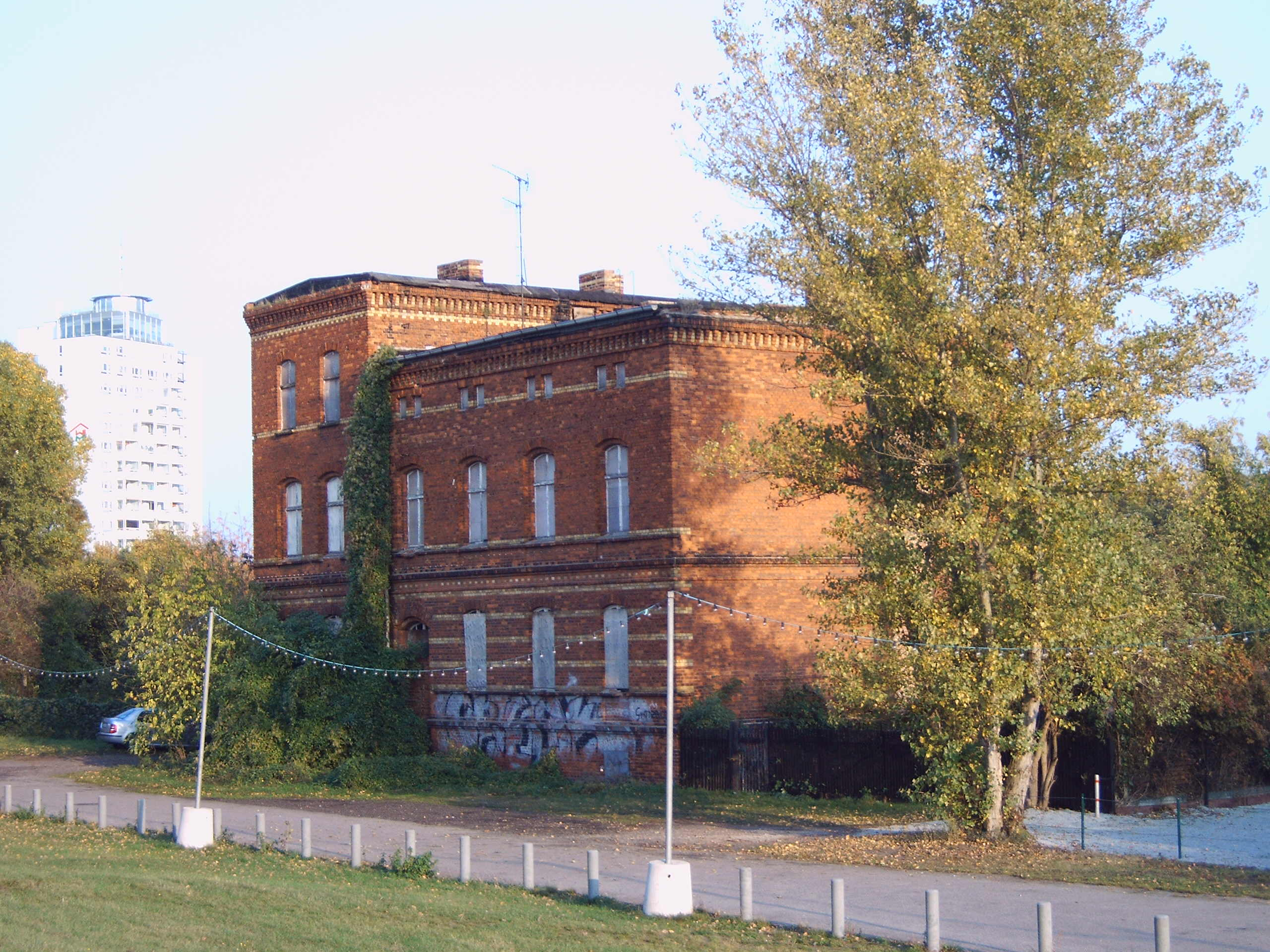
Ehemaliges Offizierswohnhaus als letztes Gebäude der Zitadelle

## Heutige Situation
Auf dem ehemaligen Gelände der Zitadelle befindet sich heute ein Veranstaltungsplatz, der von gastierenden Zirkus-Unternehmen und für Volksfeste genutzt wird. Die auf das Gelände führende Straße trägt noch heute den Namen Zitadelle. An der Nordseite des Geländes befindet sich noch das aus Backstein errichtete ehemalige Offizierswohnhaus. Auch eine dort befindliche Kleingartenanlage trägt den Namen Zitadelle.

## Liste von Gouverneuren und Kommandanten

### Preußische Gouverneure der Zitadelle Magdeburg
- 1675 August Herzog von Holstein-Plön, General-Feldzeugmeister
- 1681 Ernst Gottlieb von Börstel, Generalmajor (zuvor Kommandant und Gouverneur von Stettin)
- 1687 Ernst Carl Graf von Schomberg, Generalmajor
- 1691 Lüdecke Ernst von Schöning, Generalmajor
- 1692 Wilhelm von Brandt, Generalmajor (zuvor Gouverneur von Pillau (1689–1691) und später von Küstrin (1701))
- 1701 Leopold Fürst zu Anhalt-Dessau, Generalfeldmarschall
- 1747 Leopold Maximilian Fürst zu Anhalt-Dessau (später Gouverneur von Küstrin)
- 1755 Ferdinand Herzog zu Braunschweig, Generalfeldmarschall
- 1759 Ferdinand Erbprinz zu Hessen-Kassel, General der Infanterie, Vice-Gouverneur
- 1766 Friedrich Christoph von Saldern, Generalleutnant
- 1785 Christian August von Lengefeld, Generalleutnant
- 1789 Ludwig Karl von Kalckstein, Generalfeldmarschall
- 1800 Franz Kasimir von Kleist, General der Infanterie

### Liste der Kommandanten
- 1666 Johann Schmidt von Schmidtseck, Oberst
- 1675 Wolf Friedrich von Bomsdorf, Oberst, geschäftsführend[1]
- 1675 Isaak du Plessis-Gouret, Oberst
- 1681 Ernst Gottlieb von Börstel, Oberst (später Gouverneur)
- 1682 Sigismund von Lichtenhain, Oberst
- 1687 Adam von Krusemark, Oberst
- 1688 Bernhard de Huet, Generalmajor (zuvor Kommandant der Festung Minden)
- 1698 Johann Heinrich von Börstel, Generalleutnant
- 1711 Ulrich Christoph von Stille, Generalleutnant
- 1723 Jakob von Bechefer, Generalleutnant
- 1731 Christoph Heinrich von der Goltz, Generalleutnant
- 1739 David Jürgen von Graevenitz, Generalleutnant (später Gouverneur von Küstrin)
- 1747 Anselm Christoph von Bonin, Generalleutnant
- 1755 Franz Andreas von Borcke, Generalleutnant
- 1759 Johann Nikolaus von Reichmann, Oberst Vice-Kommandant (ab 1763 wirklicher Kommandant)
- 1782 Otto Kasimir von Meerscheidt genannt Hüllessem, Generalmajor
- 1798 Otto Ludwig von Wobeser, Generalmajor.
- 1805 Jakob Ludwig du Trossel, Oberst
- 1815 Karl Friedrich von Hirschfeld, Generalleutnant
- 1815 Heinrich Wilhelm von Horn, Generalleutnant Erster Kommandant (später Kommandant von Kolberg)
- 1816 Wilhelm von Beckendorff, Oberst, Zweiter Kommandant
- 1820 Karl Friedrich Ludwig von Lobenthal, Generalmajor Erster Kommandant
- 1821 Carl Adolph von Carlowitz, Generalleutnant Erster Kommandant (ab 1829 Gouverneur von Breslau)
- 1824 Gustav Graf von Hacke, Generalleutnant Erster Kommandant (später Gouverneur von Breslau)